# Elof
Elof  è un nome proprio di persona svedese maschile.

## Varianti
- Maschili: Elov[1]

### Varianti in altre lingue
- Danese: Eluf[1]
- Faroese: Eilif, Eilef, Eilev
- Islandese: Eilífur
- Norreno: Eileifr[1]
- Norvegese: Eilif, Eiliv, Eileiv, Eilov

## Origine e diffusione
È un nome raro, che continua il norreno Eileifr; è composto dagli elementi ei ("sempre" o anche "solitario", da cui anche Eric) e leifr ("erede", da cui anche Olaf, Leif, Gleb e Torleif).

## Onomastico
Non esistono santi che portano questo nome, che quindi è adespota. L'onomastico può essere festeggiato in occasione di Ognissanti, il 1º novembre.

## Persone

### Varianti
- Eilif Kristen Mikkelsplass, fondista norvegese